# Система охраны рек Канады
Система охраны рек Канады — национальная программа по охране рек Канады, созданная правительством Канады в 1984 году. Её задачами является содействие и привлечение внимания к охране рек, их природному и культурному значению, и контроль за рациональным использованием речных ресурсов страны. Федеральное правительство, вместе с правительствами провинций и территорий Канады оказывают поддержку организации.
Фундаментальным принципом работы системы является то, что номинирование и контроль охраны рек осуществляется правительствами: правительствами территорий на севере, правительствами провинций на юге и правительством Канады на территории национальных парков и в других федеральных землях.
Первой рекой, включенной в список охраняемых рек, стала в 1986 году Френч-Ривер в Онтарио. В настоящее время в систему охраняемых рек Канады входит 30 рек, ещё девять рек номинированы, то есть план их развития ещё не утверждён. Общая протяжённость рек около 10 000 км. В каждой провинции или территории существует по меньшей мере одна река из списка охраняемых рек Канады.

## Структура
Деятельность по системе охраны рек Канады осуществляется одноимённой комиссией, учрежденной 18 января 1984 года. Комиссия состоит из 15 членов: двое членов от федерального правительства (один из министерства индейцев и дел севера и один из Парков Канады) и по одному от каждой провинции и территории. Принят десятилетний стратегический план. На ежегодных встречах комиссии происходит оценка достижений и определение следующих шагов по развитию системы охраны парков.
Кроме того, каждые три года проходит Конференция по охране рек Канады. Последняя, шестая, конференция проходила с 14 по 17 июня 2009 года в столичной агломерации Оттава — Гатино.

## Процесс получения статуса
Процесс получения статуса охраняемой реки состоит из двух этапов: номинация и присвоение статуса.
Каждая провинция и территория определяет список потенциальных рек-номинантов. Номинировать реку в комиссию по охране рек может только правительство. Чтобы быть номинированной река должна обладать исторической, культурной и природной значимостью и должна поддерживаться населением. Кроме того, необходимо продемонстрировать, что поддержка и охрана реки будут обеспечиваться и в будущем. Комиссия изучает соответствие номинированных рек вышеперечисленным критериям и рекомендует её к внесению в список. После этого у правительства есть три года на подготовку плана по охране реки.
Реке присваивается статус только если выработан план или стратегия охраны реки, которые подтверждают, что развитие реки будет вестить с сохранением её природного, культурного и исторического наследия. Выработка такого плана осуществляется на основе публичных консультаций и консенсуса. Все действия по охране реки ведутся в рамках существующих законов и в согласии с правами землевладельцев, общин, первых наций и других заинтересованных лиц.